# 柏原重海
柏原 重海（かしわばら しげみ、1949年8月23日～）は、日本の地方政治家。山口県熊毛郡上関町の町長を務めた。
上関町内で建設が計画されている上関原子力発電所の交付金などを財源にまちづくりを進めるとして、建設推進の立場をとってきた。

## 経歴
山口県立熊毛南高等学校上関分校出身。
2003年（平成15年）に初当選し5期を務めた。2022年（令和4年）3月から難治性口腔咽頭潰瘍の検査や治療などのため入院している。同年9月6日に西哲夫議長に辞職願いを提出し、受理され、9月26日に地方自治法に基づいて退職した。